# ریگبی (آیداهو)
ریگبی (به انگلیسی: Rigby) شهری در شهرستان جفرسون ایالت آیداهو است که جمعیت آن در سرشماری سال ۲۰۱۰ میلادی ۳٬۹۴۵ نفر بوده است.